# Betty Ann Kennedy
Betty Ann Kennedy (ur. 1930, zm. 30 października 2016 w Shreveport) – amerykańska brydżystka, World Grand Master (WBF).
Betty Ann Kennedy zdobyła potrójną koronę brydżową w kategorii kobiet:
- w roku 1974 zwyciężyła (z drużyną USA) w Venice Cup;
- w roku 1982 zwyciężyła (razem z Carol Sanders) w otwartych mistrzostwach świata par kobiet w brydżu sportowym;
- w roku 1984 zwyciężyła (z drużyną USA) na Olimpiadzie brydżowej.

## Wyniki brydżowe

### Olimpiady
Na olimpiadach uzyskała następujące rezultaty:
| Olimpiady brydżowe. Zawody teamów | Olimpiady brydżowe. Zawody teamów | Olimpiady brydżowe. Zawody teamów | Olimpiady brydżowe. Zawody teamów | Olimpiady brydżowe. Zawody teamów | Olimpiady brydżowe. Zawody teamów |
| Rok                               | Miejsce                           | Zawody                            | Kategoria                         | Drużyna                           | Pozycja                           |
| --------------------------------- | --------------------------------- | --------------------------------- | --------------------------------- | --------------------------------- | --------------------------------- |
| 1984                              | Seattle                           | 7. Olimpiada Teamów               | Kobiety                           | USA                               | 1                                 |

### Zawody światowe
W światowych zawodach zdobyła następujące lokaty:
| Mistrzostwa Świata. Konkurencja teamów | Mistrzostwa Świata. Konkurencja teamów | Mistrzostwa Świata. Konkurencja teamów                | Mistrzostwa Świata. Konkurencja teamów | Mistrzostwa Świata. Konkurencja teamów | Mistrzostwa Świata. Konkurencja teamów |
| Rok                                    | Miejsce                                | Zawody                                                | Kategoria                              | Drużyna                                | Pozycja                                |
| -------------------------------------- | -------------------------------------- | ----------------------------------------------------- | -------------------------------------- | -------------------------------------- | -------------------------------------- |
| 2006                                   | Werona                                 | 12. Mistrzostwa Świata                                | Kobiety                                | Pollack                                | 17                                     |
| 2004                                   | Stambuł                                | 3. Transnarodowe Mistrzostwa Świata Teamów Mikstowych | Miksty                                 | Freed                                  | 20                                     |
| 2003                                   | Monte Carlo                            | 36. Mistrzostwa Świata Teamów                         | Kobiety                                | USA 1                                  | 1                                      |
| 2002                                   | Montreal                               | 11. Mistrzostwa Świata                                | Kobiety                                | Wei-Sander                             | 17                                     |
| 1996                                   | Rodos                                  | 1. Mistrzostwa Świata Teamów Mikstowych               | Miksty                                 | Walshe                                 | 18                                     |
| 1993                                   | Santiago                               | 31. Mistrzostwa Świata Teamów                         | Kobiety                                | USA 1                                  | 6                                      |
| 1990                                   | Genewa                                 | 8. Mistrzostwa Świata                                 | Open                                   | Wei                                    | 17                                     |
| 1985                                   | São Paulo                              | 27. Mistrzostwa Świata Teamów                         | Open                                   | USA 1                                  | 2                                      |
| 1982                                   | Biarritz                               | 6. Mistrzostwa Świata                                 | Open                                   | Wei                                    | 35                                     |
| 1981                                   | Nowy Jork                              | 25. Mistrzostwa Świata Teamów                         | Kobiety                                | USA                                    | 2                                      |
| 1976                                   | Monte Carlo                            | 22. Mistrzostwa Świata Teamów                         | Kobiety                                | USA                                    | 1                                      |
| 1974                                   | Wenecja                                | 20. Mistrzostwa Świata Teamów                         | Kobiety                                | USA                                    | 1                                      |

| Mistrzostwa Świata. Konkurencja par | Mistrzostwa Świata. Konkurencja par | Mistrzostwa Świata. Konkurencja par | Mistrzostwa Świata. Konkurencja par | Mistrzostwa Świata. Konkurencja par | Mistrzostwa Świata. Konkurencja par |
| Rok                                 | Miejsce                             | Zawody                              | Kategoria                           | Partner                             | Pozycja                             |
| ----------------------------------- | ----------------------------------- | ----------------------------------- | ----------------------------------- | ----------------------------------- | ----------------------------------- |
| 2010                                | Filadelfia                          | 13. Mistrzostwa Świata              | Miksty                              | Dan Morse                           | 266                                 |
| 2010                                | Filadelfia                          | 13. Mistrzostwa Świata              | Kobiety                             | Katherine Wei-Sender                | 49                                  |
| 2006                                | Werona                              | 12. Mistrzostwa Świata              | Miksty                              | Gene Freed                          | 112                                 |
| 2002                                | Montreal                            | 11. Mistrzostwa Świata              | Kobiety                             | Katherine Wei-Sender                | 37                                  |
| 2002                                | Montreal                            | 11. Mistrzostwa Świata              | Miksty                              | Donald Krauss                       | 165                                 |
| 1994                                | Albuquerque                         | 9. Mistrzostwa Świata               | Kobiety                             | Carol Sanders                       | 32                                  |
| 1990                                | Genewa                              | 8. Mistrzostwa Świata               | Kobiety                             | Carol Sanders                       | 22                                  |
| 1982                                | Biarritz                            | 6. Mistrzostwa Świata               | Kobiety                             | Carol Sanders                       | 1                                   |
| 1978                                | Nowy Orlean                         | 5. Mistrzostwa Świata               | Kobiety                             | Carol Sanders                       | 2                                   |

| Mistrzostwa Świata. Konkurencja indywidualna | Mistrzostwa Świata. Konkurencja indywidualna | Mistrzostwa Świata. Konkurencja indywidualna | Mistrzostwa Świata. Konkurencja indywidualna | Mistrzostwa Świata. Konkurencja indywidualna | Mistrzostwa Świata. Konkurencja indywidualna |
| Rok                                          | Miejsce                                      | Zawody                                       | Kategoria                                    | Pozycja                                      |                                              |
| -------------------------------------------- | -------------------------------------------- | -------------------------------------------- | -------------------------------------------- | -------------------------------------------- | -------------------------------------------- |
| 2004                                         | Werona                                       | 6. Indywidualne Mistrzostwa Świata           | Kobiety                                      | 5                                            |                                              |

## Klasyfikacja
- Betty Ann Kennedy – klasyfikacja WBF (ang.)